# Gestreepte jakhals
De gestreepte jakhals (Lupulella adusta) is een Afrikaanse hondachtige, een van de drie soorten jakhalzen. 

## Kenmerken
De gestreepte jakhals heeft lange poten en een borstelige staart. De vacht is lang en zacht. De vachtkleur is een mengsel van roodbruin, grijs en zwart. De buik is lichter van kleur. De staart is zwart met een witte punt, die ontbreekt bij de andere twee jakhalzen. Over de flank, van de schouder naar de staartwortel, loopt een of twee witte strepen, die zwart begrensd is. De zichtbaarheid van deze streep verschilt per dier. De gestreepte jakhals verschilt van de andere jakhalzen door de stompere snuit, de kortere poten en de kleinere oren en voeten.
De gestreepte jakhals heeft een kop-romplengte van 63 tot 81 centimeter, een schouderhoogte van 41 tot 50 centimeter en een lichaamsgewicht van 6,5 tot 14 kilogram. De staart is 30 tot 45 centimeter lang.
De gestreepte jakhals kent een hele reeks aan geluiden. Anders dan de gewone jakhals huilt hij niet om contact te houden met groepsleden, maar slaakt hij een soort gekrijs uit.

## Verspreiding en leefgebied
De gestreepte jakhals komt in een grote verscheidenheid aan habitats voor, in verscheidene savanne- en struikgebiedtypes, ook in meer bebost gebied, tot aan de rand van het woud. Ook in bergen komt hij voor, tot op een hoogte van 2700 meter. Zelfs in landbouwgebieden komt hij voor en 's nachts waagt hij zich in dorpen en steden. Hij komt meer in drassige en beboste streken voor dan de gewone jakhals en de zadeljakhals, bijvoorbeeld in bossen langs rivieren en in bebost moerasland. In gebieden waar meer dan een jakhals voorkomt, bewoont de gestreepte jakhals vaak de dichter beboste streken, terwijl de andere jakhalssoort meer in het open gebied leeft. 
Hij komt voor in het grootste deel van Afrika ten zuiden van de Sahara, met uitzondering van de al te droge woestijnen in het zuiden en het noordoosten en de dichte regenwouden rond de evenaar. De meeste dieren leven in West- en Centraal-Afrika. In totaal zijn er naar schatting zo'n drie miljoen gestreepte jakhalzen.

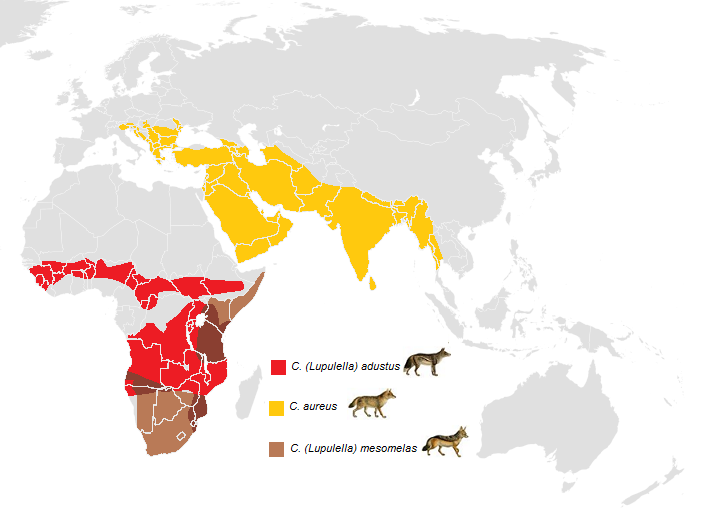
Verspreidingsgebied (rood)

## Leefwijze
De gestreepte jakhals is voornamelijk 's nachts en in de schemering actief, maar kan ook overdag worden aangetroffen. Het is een omnivoor met een gevarieerd dieet, bestaande uit muizen en andere knaagdieren, jonge antilopen en andere zoogdieren, vogels, vissen (zowel gestrande of in ondiepe poeltjes vastgeraakte vissen), hagedissen, insecten als termieten, krekels, sprinkhanen en grote kevers, eieren, aas en gevallen vruchten, bessen, onrijpe maïs en organisch afval. Er zijn gestreepte jakhalzen waargenomen die tegen struiken aan botsen om de daarinzittende insecten uit de struik te schudden, of op de grond stampen om de insecten te verstoren.
De gestreepte jakhals leeft in familiegroepjes, bestaande uit een dominant paartje en hun jongen. Het paartje is elkaar hun hele leven lang trouw. Het dominante paartje onderhoudt samen een territorium. Het territorium wordt afgebakend met urine en ontlasting. Als schuilplaats wordt een natuurlijk hol gebruikt, het verlaten hol van een aardvarken of een termietenheuvel. 

## Voortplanting
Na een draagtijd van 57 tot 70 dagen worden twee tot zes (gemiddeld vijf) jongen geboren. De meeste jongen worden in juni, juli, september en oktober geboren. Ze worden tien weken lang gezoogd. Na acht maanden zijn ze zelfstandig.
In gevangenschap wordt een gestreepte jakhals niet meer dan tien jaar oud.